# Masalia nuristana
Masalia nuristana là một loài bướm đêm trong họ Noctuidae.